# Еней Макінтош
Ен́ей Ліон́ель Акт́он Макінт́ош (англ. Aeneas Lionel Acton Mackintosh; 1879—1916) — офіцер британського торговельного флоту, мандрівник, учасник британської антарктичної експедиції (1907—1909), керівник партії у морі Росса Імперської трансантарктичної експедиції (1914—1917) сера Ернеста Шеклтона. Зник безвісти 8 травня 1916 року у протоці Мак-Мердо разом з іншим учасником експедиції Віктором Хейвордом під час переходу від півострова Хат-Пойнт до мису Еванс.

## Юні роки
Еней Макінтош народився 1 липня 1879 року в Тірхуті (англ. Tirhut), Індія, у сім'ї шотландського плантатора Олександра Макінтоша і його дружини Енні Макінтош. Коли Еней був ще юнаком, його мати разом з дітьми переїхала до Англії, де Еней отримав початкову освіту у школі Бедфорда. У 1894 році Макінтош почав службу на торговельному флоті, на кораблях «Cromdale» і «Mount Stewart». У 1899 році поступив на службу на торговельне судно «Victoria» у Peninsular Steam Navigation Company, на якому працював до 1907 року[3].

## Перша експедиція у Антарктиду (1907—1909)

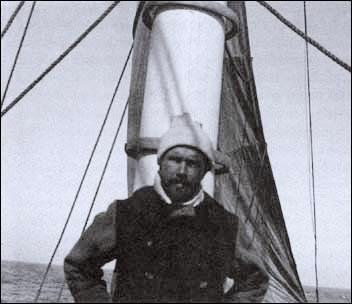
Макінтош Еней, 1907

У 1907 році Макінтош Еней став учасником першої британської антарктичної експедиції під керуванням Ернеста Шеклтона на посаді другого помічника капітана судна «Німрод». По прибутті у Антарктиду Шеклтон призначив Макінтоша у береговий загін, але через прикрий випадок, який стався 31 січня 1908 року під час розвантаження «Німрода», у результаті якого Макінтош втратив праве око, Шеклтон був змушений за рекомендацією експедиційного лікаря Еріка Маршалла відправити Макінтоша на лікування у Нову Зеландію. Експедиція, за його словами, «втратила одного з найцінніших своїх співробітників»
Макінтош повернувся у Антарктиду в січні 1909 року і відразу взяв участь у поході, котрий лише через декілька щасливих випадків не став для нього і його товаришів фатальним.

Наприкінці грудня 1908 року експедиційне судно «Німрод», яке мало прибути за полярниками, було зупинене паковими льодами всього у 45 кілометрах від мису Ройдс — бази Шеклтона на острові Росса. Капітан «Німрода» Фредерік Еванс вирішив відправити Макінтоша і ще трьох людей на базу Шеклтона, щоб повідомити про прибуття судна і якомога швидше доставити пошту. Ранком 3 січня 1909 року Макінтош у супроводі матросів Майкла Макджіллона, Сідні Річса і Джеймса Петона вирушив на мис Ройдс. З собою у них були намет, комплект спорядження і пошта. Двох — Річса і Петона, Макінтош невдовзі відправив назад, а сам разом з Макджіллоном продовжив шлях. Вранці наступного дня шлях їм перетнула відкрита вода. Вони були змушені повернути назад, однак і цей шлях зненацька опинився відрізаний — крига почала рухатись. Лише ціною неймовірний зусиль і з великим ризиком для життя, перебираючись через рухомі крижини, вони, у підсумку, у другій половині дня добралися до острова Росса. Вони були вимушені розбити табір і провести кілька днів у очікуванні відновлення зору через захворювання сніговою сліпотою. Ранком 11 січня Макінтош і Макджіллон, залишивши всі непотрібні речі і взявши лише мінімальну кількість продовольства, вийшли в напрямку мису Ройдс, розраховуючи досягти його впродовж доби. Порівняно легко піднявшись скалами острова, вони вийшли на льодовик Барне, котрий було необхідно було перетнути. Тільки ввечері (у цю пору у Антарктиці полярний день) 11 січня вони буквально чудом (без необхідного спорядження і досвіду) перетнути льодовик і вийшли на порівняно легку ділянку шляху. Але протягом наступної години погода швидко погіршилась — почався сніг і кура, а видимість знизилася до кількох метрів. Макінтошу з Макджіллоном без їжі і води, довелося буквально навмання безупинно пробиратися у напрямку мису Ройдс, у околицях котрого, у сім годин вечора 12 січня їх, втомлених до повної знемоги, абсолютно випадково виявив Бернард Дей— член берегової партії Шеклтона до відома, «Німрод» зміг дійти до мису Ройдс вже 5 січня). Цей епізод історик Бо Ріффенбург назвав «одним з найбільш необачних рішень, прийнятих за весь час експедиції».
Їм насилу вдалося уникнути смерті, і якщо б Дей не відправили випадково з дому подивитися, чи не прийшло судно, треба думати, вони ніколи не потрапили б на зимівлю.— Э. Шеклтон
Покинуту Макінтошем пошту невдовзі доставили на экспедиційному судні. Джон Кінг Дэвіс — перший помічник капітана «Німрода» звернув увагу що, «Макінтош завжди був невезучим, однак цього разу вийшов сухим з води»
У час, що залишився до повернення додому Макінтош взяв участь в нетривалому поході під керівництвом Ернеста Джойса для наповнення проміжного складу Блафф на шляху повернення полюсної партії Шеклтона.

## Між експедиціями
Після експедиції у червні 1909 року Макінтош повернувся до Англії. Через часткову втрату зору він був звільнений з роботи у «P і O-Line». Макінтош спробував взяти участь в деяких авантюрних проектах, в тому числі пошуку скарбів на Кокосових островах. У лютому 1912 року він одружився з Гледіс Кемпбелл і влаштувався помічником секретаря Імперської торгової гільдії (англ. Imperial Merchant Service Guild) у Ліверпулі. Він тоді писав товаришеві по плаванню на «Німрод»: «Я животію на цій роботі в цьому брудному офісі. Я постійно відчуваю, що не закінчив розпочате, а так хочеться завершити, до добра це, чи ні!».

## Друга експедиція у Антарктиду (1914—1916)

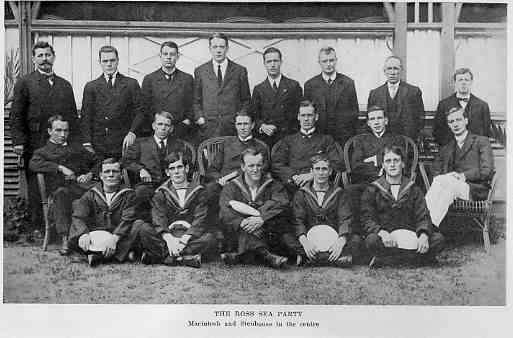
Партія моря Росса

### Організація експедиції
Метою Імперської Трансантарктичної експедиції Шеклтона окрім наукових досліджень, було проведення наскрізного перетину Антарктиди від моря Уедделла до моря Росса. Експедиція складалася з двох партій — партії в морі Уедделла (на судні «Ендюранс»), завданням якої була наукова робота і сама трансконтинентальної подорож, і партії в море Росса (на шхуні «Аврора»), завданням якої було закласти склади з продовольством і паливом на шельфовому льодовику Росса на шляху повернення полюсной партії Шеклтона і яка діяла, фактично, як самостійна експедиція.
Посада керівника партії моря Росса спочатку була запропонована Шеклтоном Еріку Маршаллу — хірургу експедиції на «Німрод» — учаснику полюсної партії, але той відмовився. Відмовився від цієї посади також Джон Кінг Девіс — перший помічник капітана «Німрода», а потім капітан «Аврори» — експедиційного судна Австралійської антарктической експедиції доктора Моусона. У підсумку, ця посада була запропонована Енею Макінтошу, який мав порівняно невеликий досвід полярної роботи. Решта учасників партії моря Росса (за винятком Ернеста Джойса), не мали такого досвіду зовсім. Проте, Шеклтон вважав, що робота по закладці проміжних складів для полюсной партії не буде пов'язана з великими труднощами.

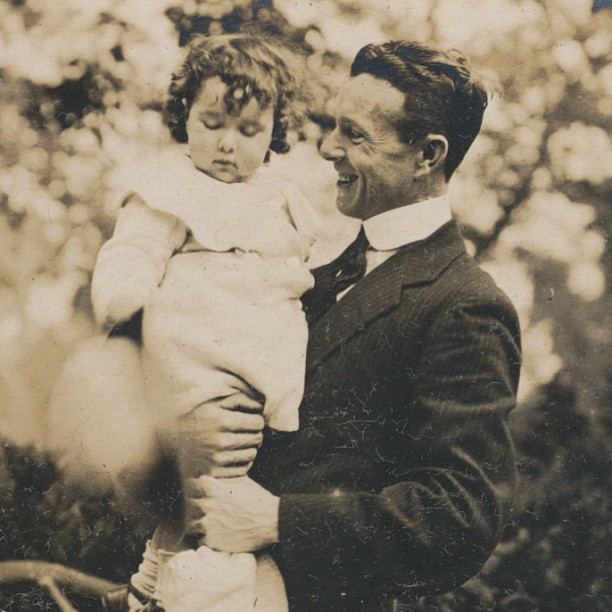
Макінтош Еней з донькою

### Перший сезон
«Аврора» з учасниками партії моря Росса відпливла з Хобарта 24 грудня 1914 року. 16 січня 1915 року вона досягла миса Еванс на острові Росса, де з неї вивантажили частину експедиційного устаткування, а 24 січня пришвартувалася до морського льоду в 9 милях від півострова Хіт-Пойнт. Інструкції, залишені Шеклтоном Макінтошу, полягали у тому, щоб в зручному місці або поруч з протокою Мак-Мердо організувати базу, вивантажити припаси і спорядження і закласти склади на шельфовому льодовику Росса в напрямку льодовика Бірдмора. На Макінтоша покладалося завдання закласти склад на 80 градусі південної широти влітку 1914-15 року, а решту складів «далекого півдня» (на 81, 82 і 83-ма градусах) закласти літом 1915-16 років (перед своїм відплиттям у море Уедделла Шеклтон змінив плани у ставленні літа 1914—1915, однак Макінтош не знав про них, що вплинуло на поспіх організації походу січня-березня 1915 року).
25 січня 1915 року Макінтош очолив перший похід по закладці продовольчого складу на 80-му градусі південної широти. У ньому брали участь дві партії (шість людей) під його керуванням і керуванням Ернеста Джойса. Партії зіткнулися з великими труднощами, пов'язаними як з погодними умовами, так і з недостатньою акліматизацією і організацією самого походу. Тільки 20 лютого їм вдалося досягти 80 градуса і закласти склад (приблизно в 240 кілометрах від хатини Скотта на півострові Хат-Пойнт, а 25 березня, зазнавши неймовірних труднощів і ледь не повторивши долю капітана Скотта, повернулися назад. Результатом цього походу стали численні обмороження серед учасників і втрата практично всіх взятих з собою собак. 2 червня мандрівникам пощастило досягти основної бази експедиції на мисі Еванса і возз'єднатися з іншими зимівниками. Там вони дізналися, що «Аврору» разом з більшою частиною спорядження і продовольства ще в травні зірвало з якірної стоянки і її доля невідома, і що закладка складів наступного літа буде пов'язана з неабиякими труднощами. Проте, Макінтош не відмовився від основного завдання експедиції. Відсутні продовольство і спорядження були заповнені за рахунок запасів експедиції Шеклтона (1907—1909), що залишилися на мисі Ройдс, і експедиції Скотта на мисі Еванса

### Похід до льодовика Бірдмора

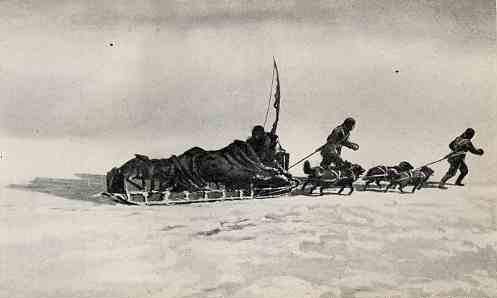
Макінтош і Спенсер-Сміт, їдуть на санях

1 вересня 1915 року Макінтош почав похід по організації складів «далекого півдня». У поході брали участь три партії під керівництвом Макінтоша, Ернеста Джойса і Ендрю Джека (всього дев'ять чоловік). Партія Джека була змушена повернути назад від складу на 80-му градусі південної широти, а партії Джойса і Макінтоша об'єднатися і продовжувати похід до гирла льодовика Бірдмор. 25 січня 1916 об'єднаній партії вдалося закласти останній склад на широті 83 ° 30 ' біля гори Надія. В цей час остаточно знесилів від цинги учасник походу Арнольд Спенсер-Сміт, Макінтош також захворів, і фактичне керівництво партією лягло на Ернеста Джойса..18 лютого в 12 милях від найбільшого складу на шляху додому (складу «Блафф») партію застигла сильна і тривала хуртовина, що продовжувалася 5 днів. Залишивши тяжко хворих Макінтоша і Спенсер-Сміта на догляд Ернеста Уайлда (рідного брата відомого полярника Френка Уайлда («правої руки Шеклтона»)), ціною неймовірних зусиль партії Джойса вдалося дійти до складу «Блафф» і 29 лютого повернутися з продовольством і паливом до решти супутників. Подальший перехід до хатини «Діскавері» виявився не менш напруженим. По дорозі від виснаження помер Арнольд Спенсер-Сміт, остаточно здав Макінтош, знесилів учасник Віктор Хейворд. Макінтош, заради порятунку партії, погодився залишитися на льодовику Росса, поки Джойс і решта учасників рятували Хейворда. 18 березня мандрівникам, нарешті, вдалося всім разом дістатися до рятівної хатини. «Лягли спати о 10.30 вечора. Перед сном капітан потис нам руки і з великим хвилюванням дякував за порятунок свого життя». Загальний час проведений в поході склав більше шести місяців, а загальна пройдена відстань за оцінками учасника походу Річарда Річардса сягала однієї тисячі п'ятисот шести десяти однієї милі (близько 3000 кілометрів). Основне завдання партії моря Росса було виконане. На думку біографів Шеклтона це був «можливо один з найбільш вражаючих і неймовірних подвигів витривалості в історії полярних подорожей»".

### Загибель і наступні події

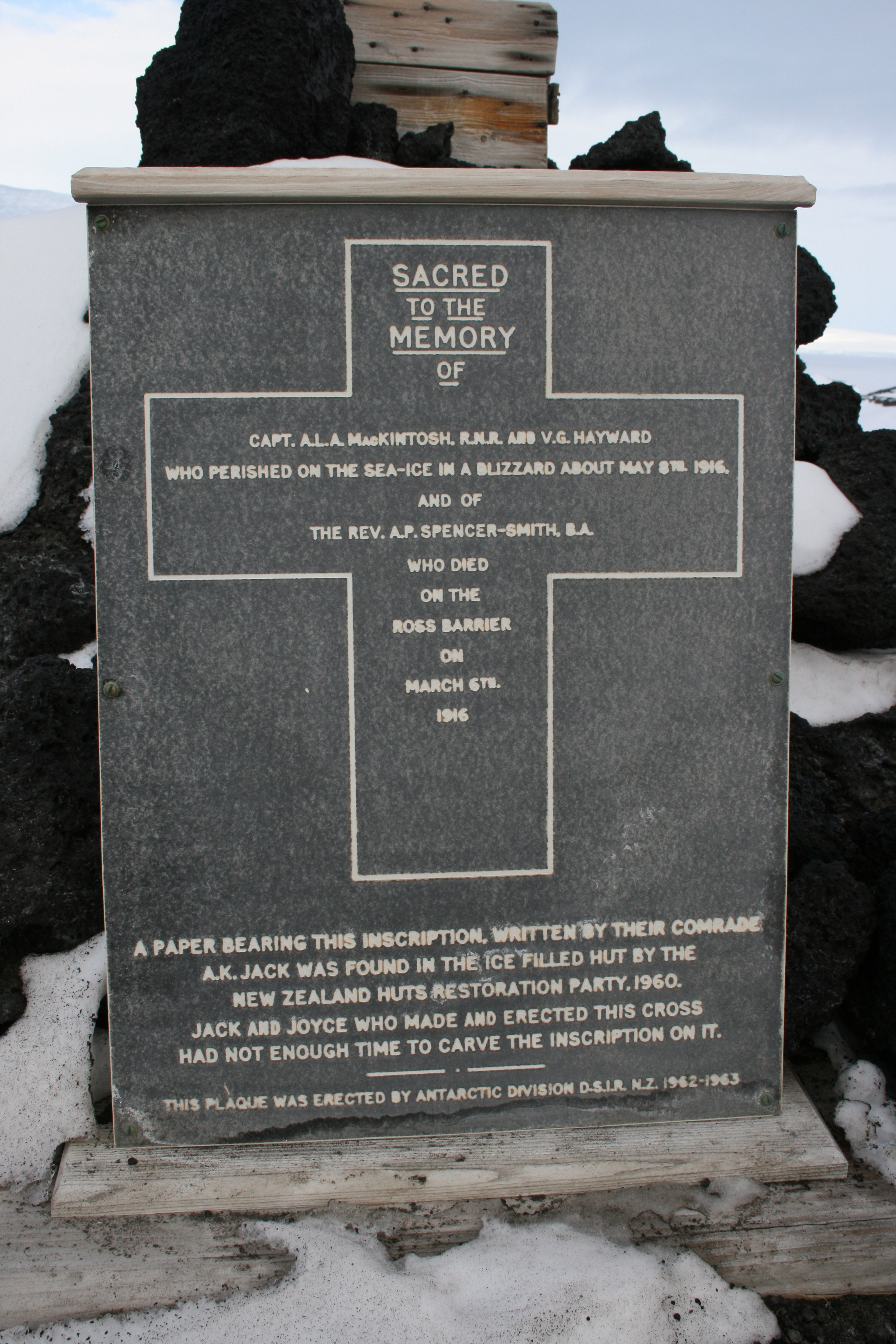
Пам'ятна плита на мисі Еванса в честь Енея Макінтоша і Віктора Хейворда

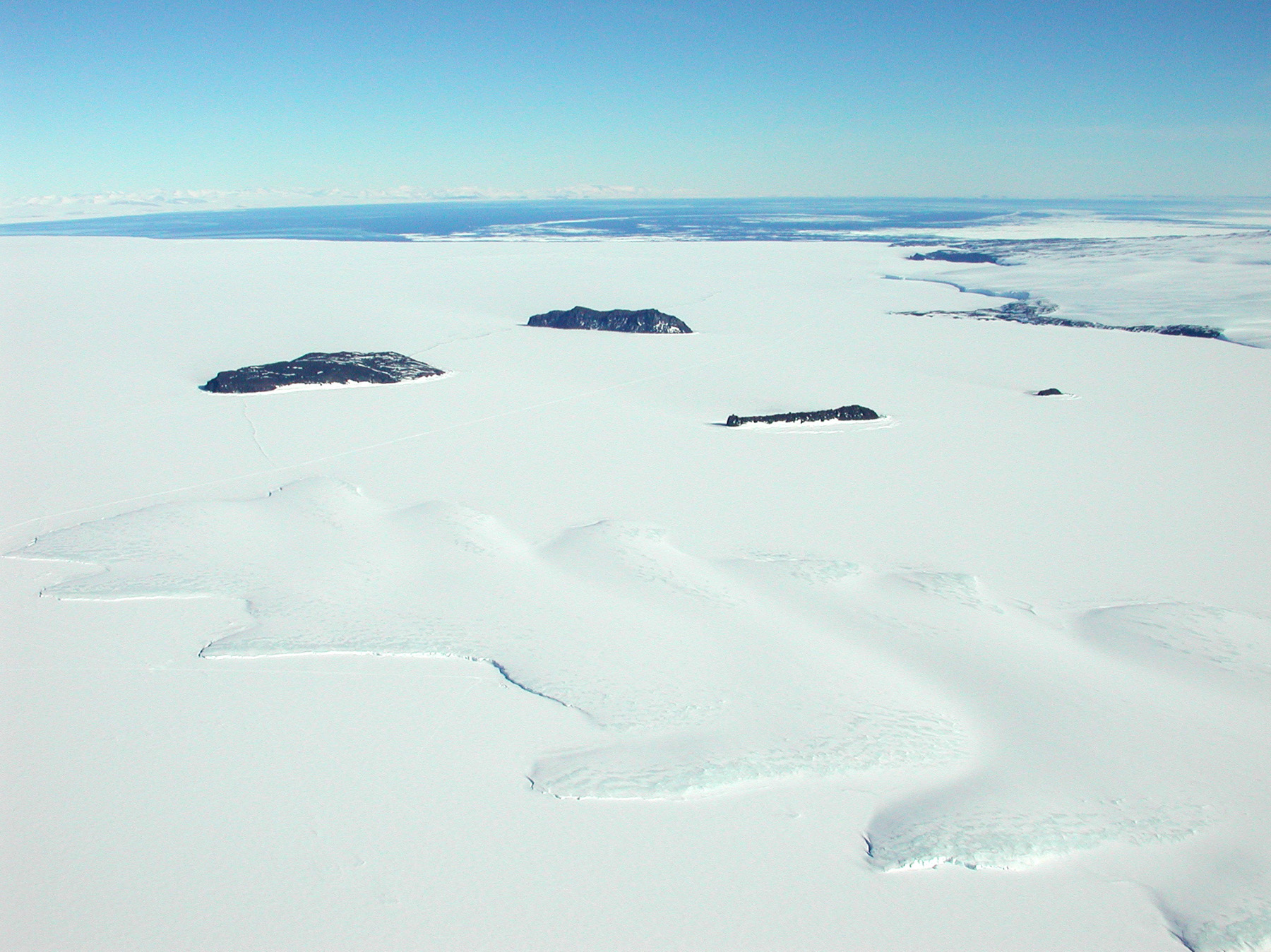
Морозні води затоки Еребус, в протоці Макмурдо, де Макінтош і Хейвард зникли в травні 1916 р. Добре видно Дельбриджські острови, де їх шукали протягом наступного літа.

Після закінчення походу п'ятеро учасників, які вижили жили в хатині Скотта на півострові Хат-Пойнт в очікуванні, допоки по зміцнілому морському льоду стане можливим дістатися до мису Еванса, де розташувалися інші учасники експедиції. 8 травня 1916 року Еней Макінтош і Віктор Хейворд вийшли з Хат-Пойнт у бік мису Еванс з метою дізнатися про долю берегової партії і зниклої «Аврори». Джойс настійно переконував їх поки не ризикувати, оскільки вважав, що лід, хоча і міцний, був дуже молодий і, що будь-яка хуртовина майже напевно віднесе його в море. Вони вийшли приблизно о першій годині дня, погода погіршувалася. Останній раз їх бачили зі схилу, коли вони перебували приблизно на відстані милі від берега. О 3 годині дня почалася помірна завірюха, яка пізніше посилилася. 10 травня, в перший день, коли стало можливим вийти з хатини, Джойс, Річардс і Уайлд пройшли по льоду на північ, щоб спробувати з'ясувати долю мандрівників. Сліди на льоду проглядалися досить чітко, вони тягнулися приблизно на дві милі в напрямку мису Еванс. Потім різко обривалися і далі була лише видно простягнулася широка смуга води, злегка прикрита льодом. Було ясно, що частину льоду, по якому йшли Макінтош і Хейворд бураном віднесло в море.
Джойсу, Річардсу і Уайлду вдалося возз'єднається з іншими зимівниками тільки 15 липня, тоді ж остаточно з'ясувалося, що Макінтош і Хейворд загинули. В кінці грудня — початку січня 1917 року Джойс, спочатку самостійно, а потім разом з Шеклтоном зробив ряд походів в пошуках тіл Макінтоша і Хейворда, які так і не дали ніяких результатів.
У Енея Макінтоша залишилися дружина і двоє дітей, причому друга дитина народився під час перебування Макінтоша в Антарктиці. Ще в лютому, в очікуванні смерті на льодовику Росса, він написав прощальне послання: «Якщо на те воля Божа, що ми повинні віддати наші життя, то зробимо це в британській манері — з честю і гідністю. Бувайте друзі. Я впевнений, що моя дорога дружина і діти не будуть забуті». У 1923 році на вдові Макінтоша Гледіс Макінтош одружився Джозеф Стенхаус — учасник експедиції в море Росса, перший помічник капітана, а потім капітан «Аврори».
На згадку про Енея Макінтоша названа вершина Макінтош в Антарктиді 74°20′ пд. ш. 162°15′ сх. д. / 74.333° пд. ш. 162.250° сх. д..